# Peter Rupp (Marathonläufer)

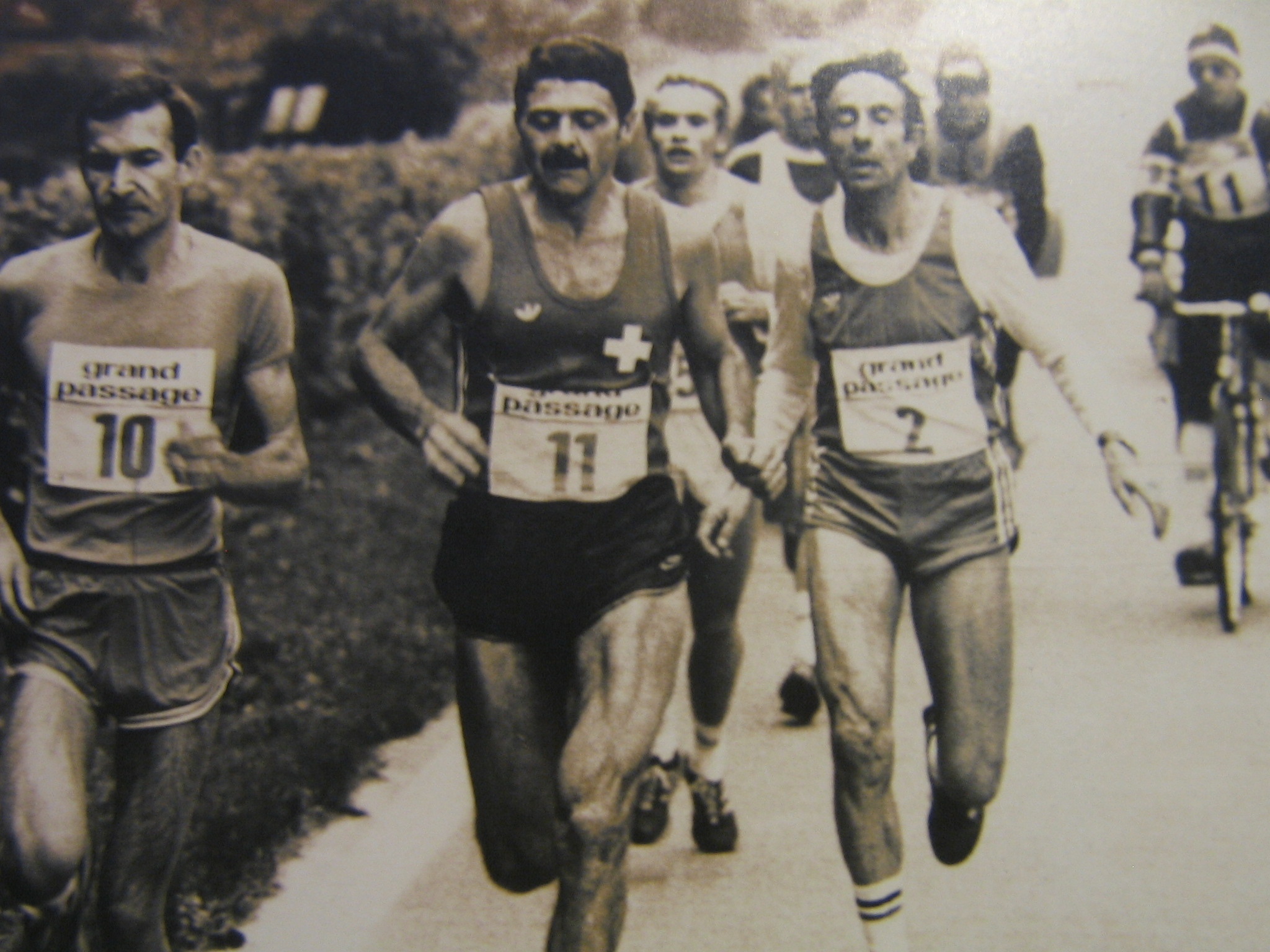
Peter Rupp Nr. 11, 100-km-Rennen in Genf, SM-Rekord, 6 Stunden 27 Minuten, 1985

Peter Rupp (* 24. August 1946) ist ein ehemaliger Schweizer Ultramarathonläufer.
Von 1982 bis 1984 gewann er dreimal in Folge den 100-Kilometer-Lauf in Biel. Am 3. November 1985 stellte er in Genf mit 6:27:24 h den aktuellen Schweizer Rekord im 100-km-Straßenlauf auf. 1987 wurde er Zweiter beim Swiss Alpine Marathon.

## Leben
Peter Rupp wuchs in Valens SG auf. Er war der jüngste von sieben Geschwistern in einer Bergbauernfamilie.
Er besuchte nach der Grundschule für drei Jahre die Sekundarschule in Bad Ragaz. Er musste jeden Tag 12 km zur Schule laufen. Nach der Schule arbeitete er für die Kantonalbank Bad Ragaz.

## Beruf/Ausbildung
Mit 21 Jahren begann er in Zürich seine berufliche Karriere. Seine Arbeit in der Bank wurde sehr geschätzt, so dass er mit 24 Jahren schon die Bankbuchhaltung leitete. Kurz danach wurde er zum Handlungsbevollmächtigten mit Unterschrift befördert. Berufsbegleitend studierte er 3 Jahre lang das Bankgeschäft. Nach einem Jahr erteilte ihm die Bank die Prokura. Noch ein Jahr später mit 26 Jahren wurde er Vizedirektor. Er leitete die Hypothekarabteilung und mit 37 Jahren wurde er Direktor der Schweizerischen Volksbank und leitete eine Bankfiliale in Horgen. In seinem 60. Lebensjahr ging er dann in Pension.

## Familie
1970 heiratete Peter Rupp. Drei Jahre später kam seine Tochter Dolores zur Welt, im Jahr 1976 sein Sohn Severin.

## Karriere
Seine grössten sportlichen Erfolge waren:
- drei aufeinanderfolgende Siege beim 100-Kilometer-Lauf in Biel (1982–1984), jedes Mal mit neuem Streckenrekord.
- 2. Rang beim Swiss Alpine Marathon in Davos
- 1. Rang am Marathon in Figueres (Spanien) mit dem Titel "spanischer Seniorenmeister"
- mehrere Siege beim 100-km-Lauf in Genf, darunter 1985 mit neuem Schweizer Rekord (6 Stunden und 27 Minuten)
- Sieg im 100-km-Lauf in Torhout, Belgien

## Training
In seinem 27. Lebensjahr begann er mit dem Lauftraining. Er trainierte wöchentlich 100 bis 150 km und in den Ferien meist 250 km in der Woche. Er rannte oftmals im Engadin auf den Piz Nair und den Piz Languard. Mit ca. 58 Jahren absolvierte er seinen letzten Marathon in Dresden.